# Symphytum tuberosum
Espèce
Synonymes
- Symphytum ambiguum Pau[2]
- Symphytum mediterraneum W.D.J. Koch[2]
- Symphytum nodosum auct. non Schur[2]
- Symphytum tuberosum subsp. nodosum (Schur) Soó[1]

Symphytum tuberosum, nommée Consoude à tubercules ou Consoude tubéreuse en français,,, est une espèce de plantes de la famille des Boraginaceae. On la rencontre un peu partout en Europe et jusqu'en Turquie. C'est également une plante cultivée.

## Description

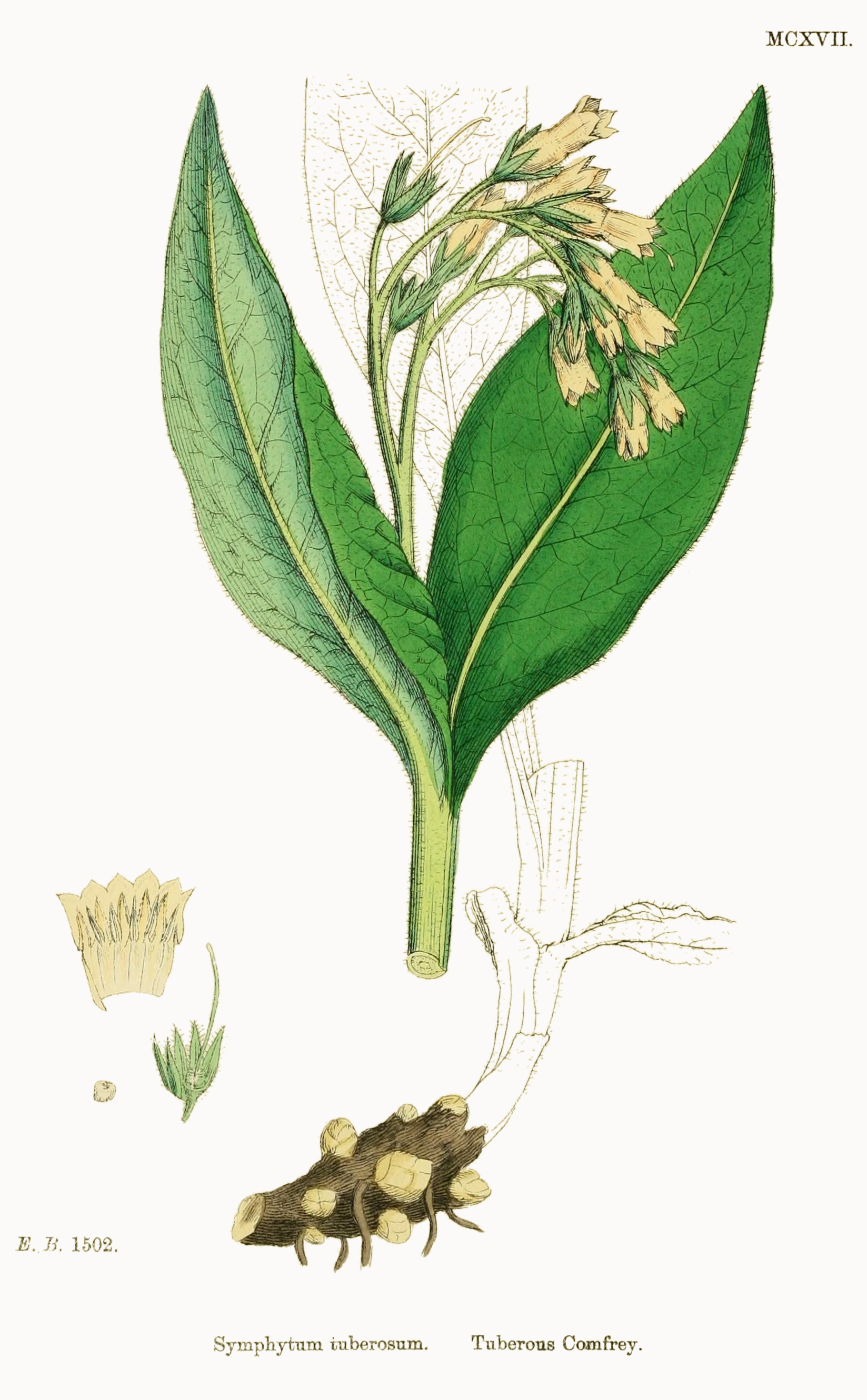
Planche botanique
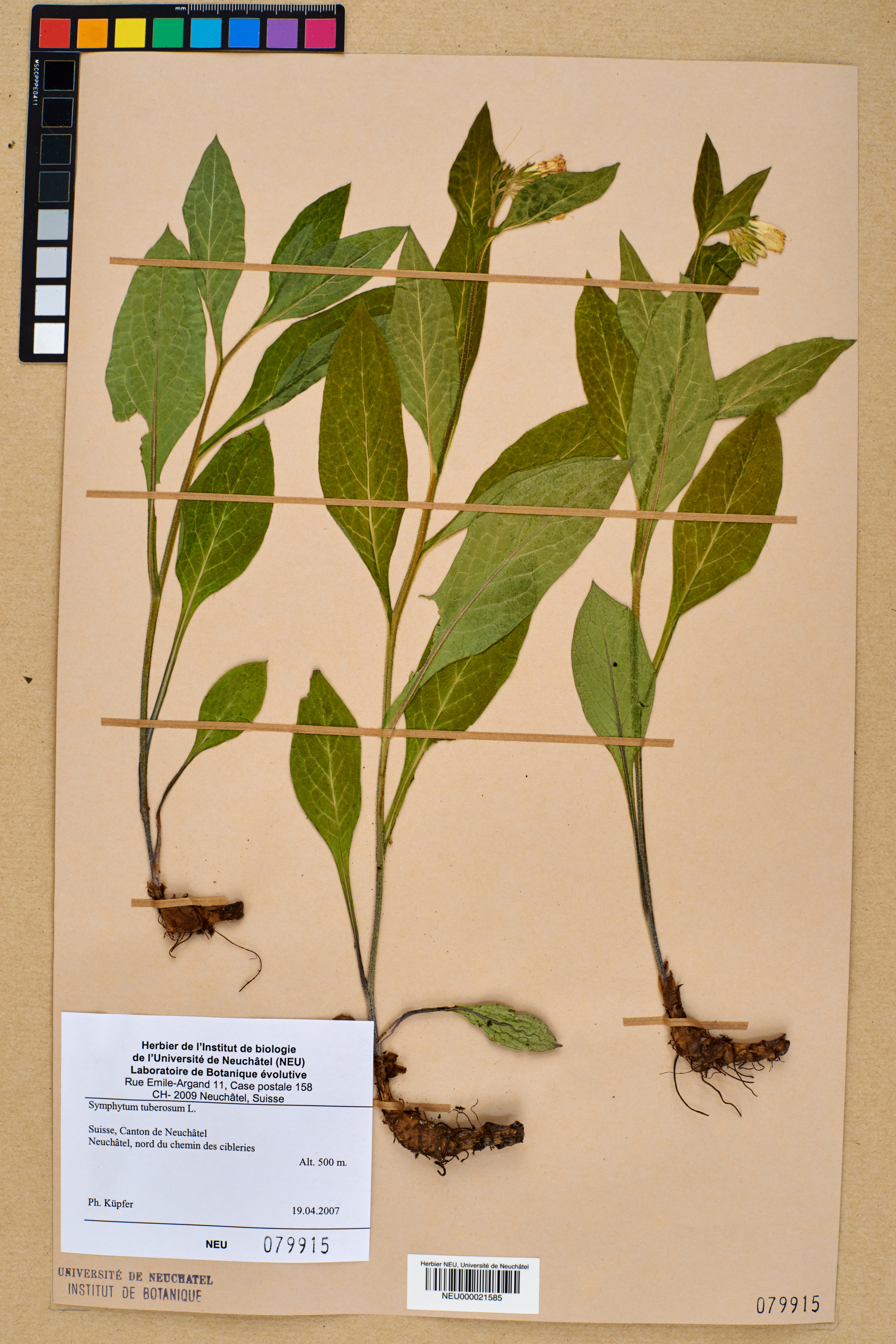
Spécimen d'herbier
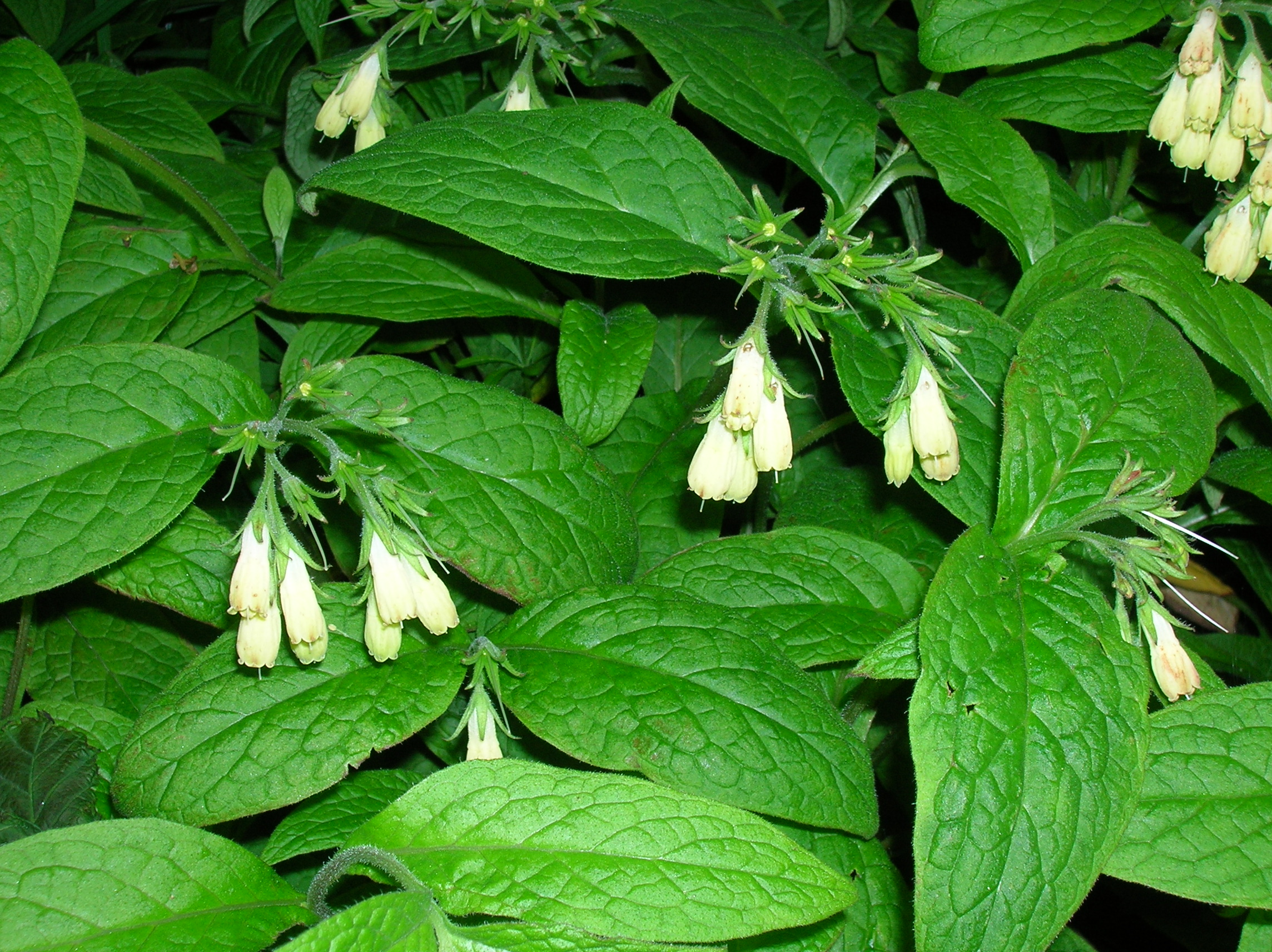
Vue d'ensemble
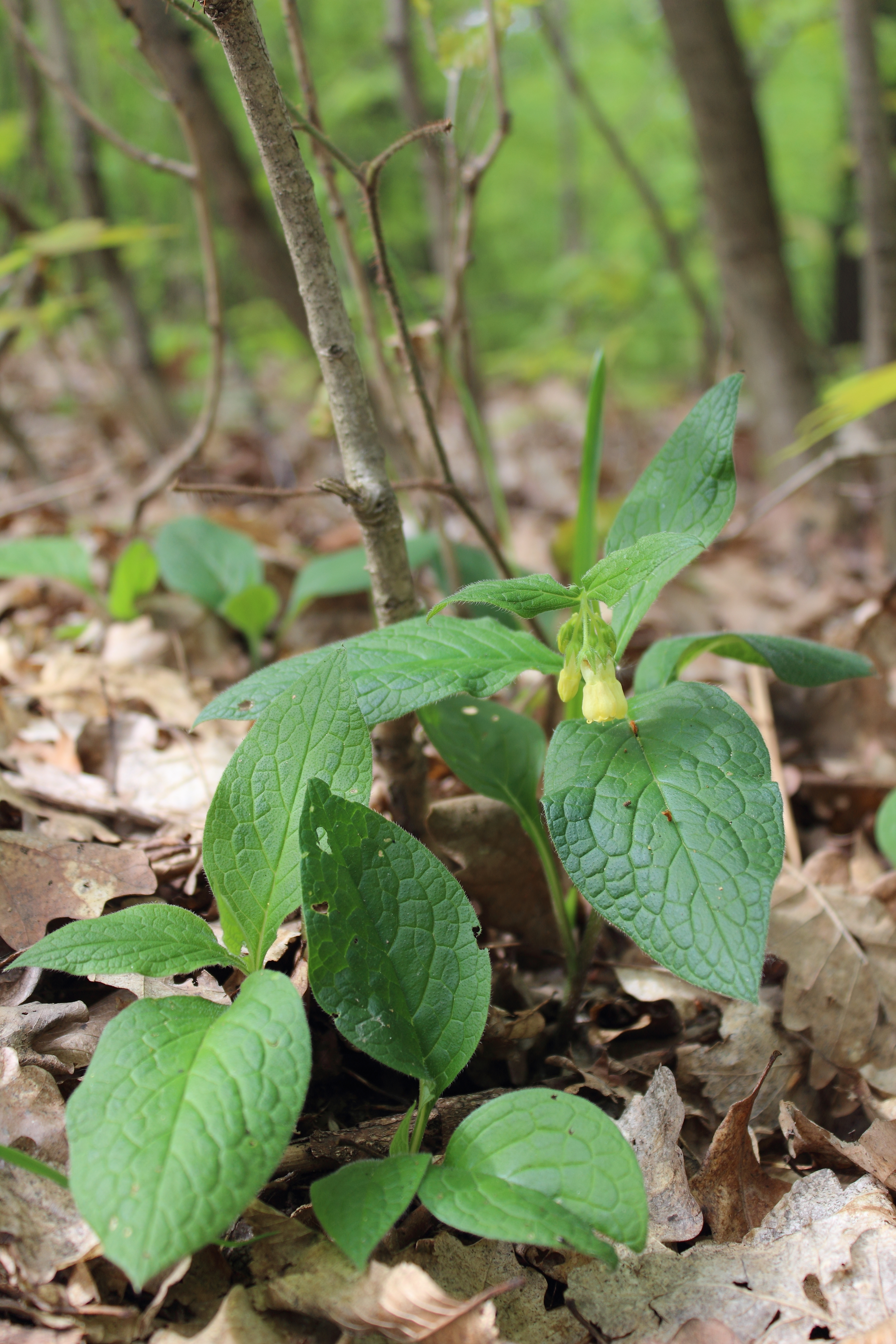
Plante in situ, forêt roumaine
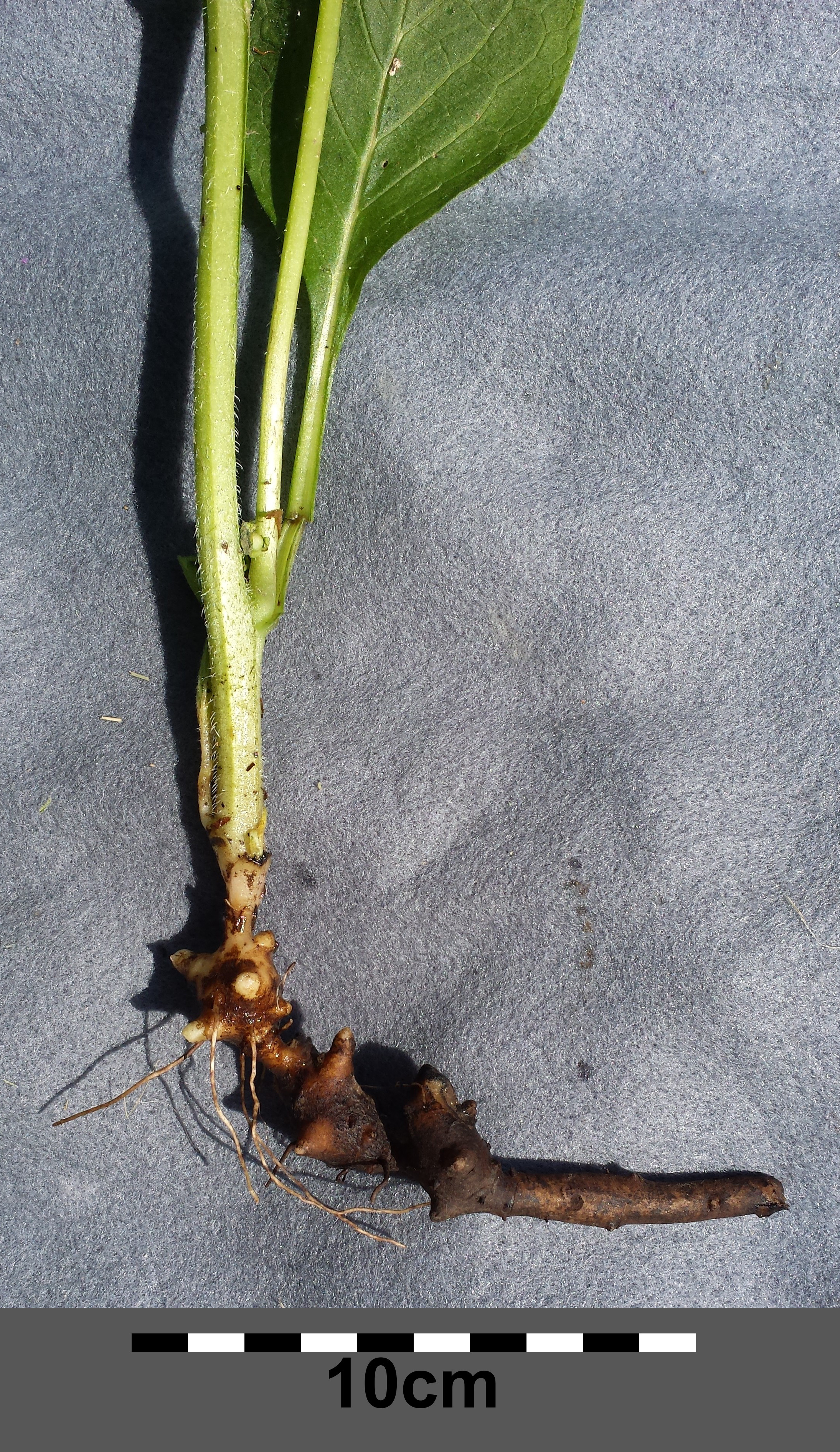
Partie souterraine
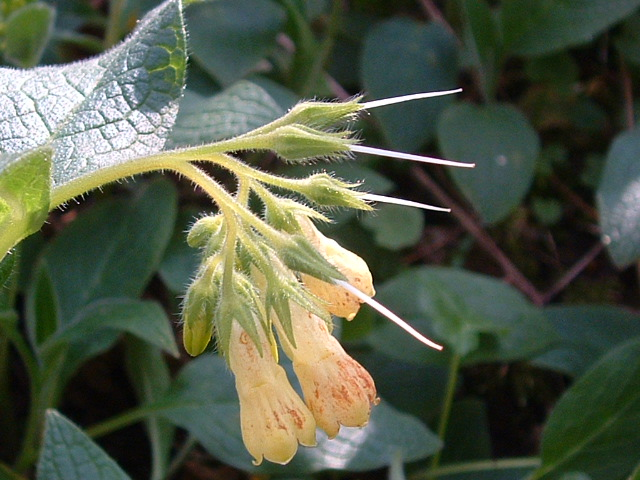
Inflorescence

## Répartition géographique
Cette espèce est originaire de Turquie pour l'Asie et en Europe dans de nombreux pays.

## Classification
Cette espèce a été décrite en 1753 par le naturaliste suédois Carl von Linné (1707-1778). L'épithète spécifique tuberosum signifie « tubéreux, qui produit des racines souterraines renflées ».
Dans la classification phylogénétique APG III (2009), de même que dans la classification classique de Cronquist (1981), elle est classée dans la famille des Boraginaceae.

### Liste des sous-espèces
Selon BioLib (20 avril 2017), Catalogue of Life (20 avril 2017) :
- sous-espèce Symphytum tuberosum subsp. angustifolium (A. Kern.) Nyman
- sous-espèce Symphytum tuberosum subsp. tuberosum

Selon The Plant List (20 avril 2017) :
- sous-espèce Symphytum tuberosum subsp. nodosum (Schur) Soó